# Villa Domergue
La villa Domergue est une villa de style Art déco, avec jardins méditerranéens sur la Côte d'Azur à Cannes, 15 avenue Fiesole.

## Histoire
Le peintre Jean-Gabriel Domergue achète un terrain dans le quartier de la Californie en 1926. Il conçoit, dessine et fait réaliser la villa, sous le nom d'origine « villa Fiesole », au 15 avenue Fiesole à Cannes, par les architectes Émile Molinié et Charles Nicod en 1929. Il est très influencé par le style italien de la Renaissance, notamment une villa toscane qu'il a vue à Fiesole, près de Florence. 
Son épouse, Odette Maugendre-Villers qui est sculptrice, conçoit les jardins méditerranéens en terrasses, les bassins et les cascades, et peuple le parc de bustes antiques et d'objets d'art de sa composition (elle y sculpte un sarcophage des Époux à la mode étrusque destiné à recevoir leur corps après leur mort, ce qui ne fut pas possible dans un premier temps, la loi interdisant l'inhumation dans une propriété privée) ou récoltés lors des nombreux voyages du couple. Le couple réside dans la villa à partir de 1932.
En 1973, après la disparition de son époux en 1962, Odette Domergue lègue la propriété à la ville de Cannes.
La villa a été inscrite au titre des monuments historiques le 19 septembre 1990.
L'édifice a reçu le label « Patrimoine du XXe siècle ».

## Fonction
La villa accueille des événements mondains ou manifestations officielles de la ville et est ouverte de juillet à septembre pour des expositions artistiques. Elle accueille ainsi, depuis 2003, la manifestation Jazz à Domergue durant le mois d'août. 
Depuis les années 1990, la villa est aussi le lieu où se réunit, fin mai, le jury officiel du Festival de Cannes pour la délibération finale. C'est là qu'est désigné le lauréat de la prestigieuse Palme d'or.
Depuis novembre 2000, les époux Domergue, jusqu’alors inhumés au cimetière du Grand Jas, sont transférés pour reposer dans le jardin de la villa, conformément au vœu formulé de leur vivant,.